# Rachicerus rusticus
Rachicerus rusticus är en tvåvingeart som beskrevs av Akira Nagatomi 1970. Rachicerus rusticus ingår i släktet Rachicerus och familjen vedflugor.
Artens utbredningsområde är Sri Lanka. Inga underarter finns listade i Catalogue of Life.